# Monte Slaggard
Il monte Slaggard è una montagna situata nel territorio canadese dello Yukon. È situato all'interno del Kluane National Park and Reserve. Si trova a 40 km a nord-ovest del monte Lucania.
È l'ottava per altezza del Canada e raggiunge i 4.742 metri sul livello del mare.
Fu scalata per la prima volta nel 1959.

## Fonti
- Mt. Slaggard on Bivouac.com, su bivouac.com.
- Mt. Slaggard on SummitPost, su summitpost.org.